# アンドレア・アナスタージ
アンドレア・アナスタージ（Andrea Anastasi, 1960年10月8日 - ）は、イタリアの元男子バレーボール選手、指導者。元イタリア代表。

## 来歴
ポッジョ・ルスコ出身。1977年、セリエAのパルマへ入団。モデナ在籍時にナショナルチーム代表に選出され、1981年2月8日に行われた試合で代表デビューを飾る。イタリア代表として出場した1989年欧州選手権で優勝、1990年世界選手権で金メダル獲得、1990年ワールドリーグ、1991年ワールドリーグで2大会連続優勝を経験。1993年に現役を引退し、バレーボール指導者となった。
1999年、イタリア代表監督に就任。同年ワールドリーグと欧州選手権でチームに優勝をもたらし、2000年シドニーオリンピックでは銅メダルを獲得した。
2005年、スペイン代表監督に就任。2007年欧州選手権で当時FIVBランキング24位のスペインチームを初優勝へと導く。
2007年、アテネオリンピック以降、低迷を続けていたイタリアチームを再建すべく、呼び戻される形でイタリア代表監督に再就任。北京オリンピック世界最終予選・東京ラウンドで出場権を獲得し、2008年北京オリンピック出場へと導いた。
2011年2月、ポーランドバレーボール連盟の理事会の決定により、ポーランド代表監督に就任。同年欧州選手権銅メダル、ワールドカップ銀メダル獲得へ導いた。
2014年6月、ポーランドリーグのトレフル・グダニスクの初の外国人監督に就任した。

## 球歴
- 世界選手権 - 1990年（金メダル）
- ワールドリーグ - 1990年、1991年（優勝）
- 欧州選手権 - 1989年（優勝）

## 所属クラブ
- パッラヴォーロ・パルマ（1977-1980年）
- パッラヴォーロ・モデナ（1980-1983年）
- パッラヴォーロ・ファルコナーラ（1983-1987年）
- シスレー・トレヴィーゾ（1987-1991年）
- スキーオ・スポルト（1991-1992年）
- ジョーイア・デル・バレー（1992-1993年）

## 指導歴
- パッラヴォーロ・ブレシア（1994-1995年）
- ガベカ・モンティキアーリ（1995-1999年）
- イタリア男子代表（1999-2003年）
- ピエモンテ・バレー（2003-2005年）
- スペイン男子代表（2005-2007年）
- イタリア男子代表（2007-2010年）
- ポーランド男子代表（2011-2013年）
- トレフル・グダニスク（2014-2019年）
- ベルギー男子代表（2018-2019年）
- プロジェクト・ワルシャワ（2019-2022年）
- シル・サフェーティ・ペルージャ（2022-2023年）
- ガス・セールス・ピアチェンツァ（2023年-）